# بلدية بونتي نوفا
بلدية بونتي نوفا هي بلدية في البرازيل، تتبع ميناس جرايس، بلغ عدد سكانها 57٬390  نسمة، في 2010، تبلغ مساحتها 470٫338 كيلومتر مربع.

## الموقع
تشترك في الحدود مع:
- Santa Cruz do Escalvado [الإنجليزية]‏.

## أعلام
- خوسيه رينالدو دي ليما
- ادريانو سيلفا
- مارسيلو روزا مورا ماركيز
- جواو بوسكو
- دارلي دي باولا